# Marion Dönhoff

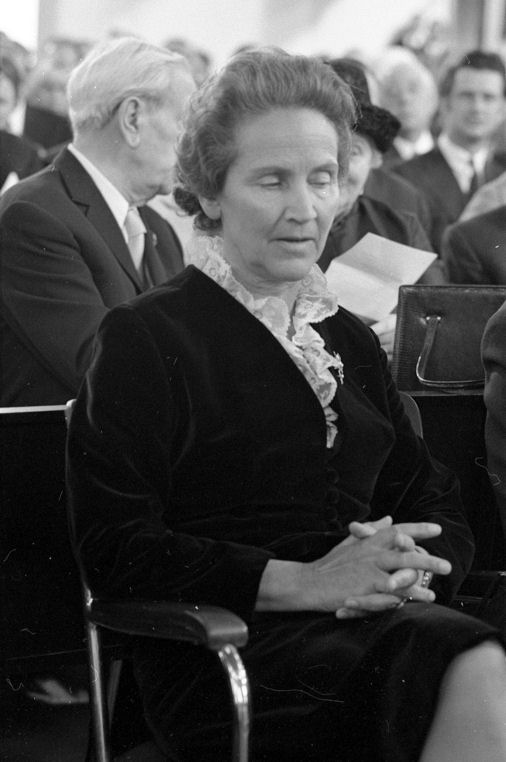
Marion Dönhoff

Marion Hedda Ilse Gravin Dönhoff (Koningsbergen, 2 december 1909 - Friesenhagen, 11 maart 2002) was een vooraanstaand Duits journalist.
Dönhoff stamde uit een voorname adellijke familie. Haar vader, graaf August Karl Dönhoff, was diplomaat en politicus. Haar moeder, Maria von Lepel, was hofdame in buitengewone dienst van de laatste Duitse keizerin Augusta Victoria. Marion werd geboren op het familiegoed Schloss Friedrichstein, 18 km ten oosten van Koningsbergen (thans Kaliningrad) in Oost-Pruisen. Het slot en de omringende natuur vormen een terugkerend thema in haar werk. 
Dönhoff studeerde economie in Frankfurt, waar ze zich verzette tegen de opkomende nazi's. Daarom zette ze vanaf 1933 haar studies in Bazel (Zwitserland) voort. Door Prof. Edgar Salin liet ze zich overhalen niet op de jonge Marx te promoveren, maar op de economische geschiedenis van Friedrichstein (1935) waardoor het nodige van het in 1945 verloren gegane Friedrichsteiner archief bewaard is gebleven. Daarna volgden enige grote buitenlandse reizen. In 1938 nam ze de leiding op zich van het ruim 100 km zuidelijk van Friedrichstein gelegen tweede familielandgoed Quittainen. Tijdens de Tweede Wereldoorlog stond ze in nauw contact met de Kreisauer Kreis, een groep intellectuelen die zich verzette tegen Hitler. Zij was minstens zijdelings betrokken bij de mislukte staatsgreep tegen Hitler in juli 1944 onder leiding van Stauffenberg. 
Eind januari '45 moest zij evenals vele van haar landgenoten Oost-Pruisen noodgedwongen verlaten toen het gebied bezet werd door de Sovjet-Unie. Te paard reisde ze in zes weken vanuit Quittainen naar het westen, en vestigde zich in Hamburg. Vanaf 1946 begon ze te schrijven voor het liberale weekblad Die Zeit. Aanvankelijk steunde ze Adenauer, maar ze zag relatief vroeg in, dat van teruggave van de verloren gebieden moest worden afgezien. Dit werd haar door vele andere 'Vertriebenen' niet in dank afgenomen. In 1968 werd ze hoofdredacteur van het blad. In veel publicaties heeft ze zich sterk gemaakt voor de Ostpolitik van Willy Brandt. Ook schreef ze veel autobiografische getinte stukken over het vroegere leven in Oost-Pruisen. 
Dönhoff gold als een van de meest vooraanstaande intellectuelen en journalisten van de Duitse Bondsrepubliek. Jaarlijks wordt door de 'Marion Dönhoff Stiftung', op voordracht van de lezers van Die Zeit, de Marion Dönhoff Preis uitgereikt aan een persoon of instelling die zich verdienstelijk heeft gemaakt voor goede betrekkingen tussen Duitsland en Oost-Europa.
In 1994 werd ze onderscheiden met een Four Freedoms Award in de categorie vrijheid van meningsuiting.

## Werken
- Entstehung und Bewirtschaftung eines ostdeutschen Großbetriebes. Die Friedrichstein-Güter von der Ordenszeit bis zur Bauernbefreiung (Dissertation, Universität Bazel 1935)
- Deutsche Außenpolitik von Adenauer bis Brandt, (1972)
- Von gestern nach übermorgen, (1981)
- Amerikanische Wechselbäder. Beobachtungen und Kommentare aus vier Jahrzehnten, (1983) - ISBN 3421061653
- Weit ist der Weg nach Osten, (1985)
- Kindheit in Ostpreußen, (1988) - ISBN 3442722659
- Gestalten unserer Zeit: Politische Portraits, (1990)
- Namen die keiner mehr nennt. Ostpreußen. Menschen und Geschichte, (1989) - ISBN 3423300795
- Versöhnung: Polen und Deutsche, Hg. mit Freimut Duve, (1991)
- Im Wartesaal der Geschichte. Vom Kalten Krieg zur Wiedervereinigung, (1993) - ISBN 3421066450
- Um der Ehre Willen. Erinnerungen an die Freunde vom 20. Juli, (1994) - ISBN 3886805328
- Der Effendi wünscht zu beten. Reisen in die vergangene Fremde, (1998) - ISBN 3886806472
- Preußen. Maß und Maßlosigkeit, (1998) - ISBN 3442755174
- Zivilisiert den Kapitalismus, Grenzen der Freiheit (1999) - ISBN 342660907X
- Menschenrecht und Bürgersinn, (1999) - ISBN 3421052018
- Macht und Moral. Was wird aus der Gesellschaft? (2000) - ISBN 346202941X
- Deutschland, deine Kanzler. Die Geschichte der Bundesrepublik 1949 - 1999, (1999) ISBN 344275559X
- Vier Jahrzehnte politischer Begegnungen (2001) - ISBN 3572012406
- Was mir wichtig war, Letzte Aufzeichnungen und Gespräche, (2002) - ISBN 3886807843
- Ritt durch Masuren, Aufgeschrieben 1941, (2002) - ISBN 3800330369
- Ein wenig betrübt, Ihre Marion. Marion Gräfin Dönhoff und Gerd Bucerius. Ein Briefwechsel aus fünf Jahrzehnten, (2003) - ISBN 3886807983